# Indalmus kirbyanus
Indalmus kirbyanus is een keversoort uit de familie zwamkevers (Endomychidae). De wetenschappelijke naam van de soort werd in 1807 gepubliceerd door Latreille.